# Amanda Papadimos
Amanda Papadimos est une astronome amateur canadienne.

## Découvertes
Le Centre des planètes mineures la crédite de la découverte de 5 astéroïdes, (254422) Henrykent, (262536) Nowikow, (263251) Pandabear dans la ceinture d'astéroïdes et également de 2 transneptuniens, 2007 RN314 et (597614) 2007 RM314, avec la collaboration de Paul Wiegert.
| (254422) Henrykent | 9 novembre 2004 |
| (262536) Nowikow   | 26 octobre 2006 |
| (263251) Pandabear | 6 janvier 2008  |